# Jaguar XJ13
La Jaguar XJ13 è un'automobile da competizione realizzata dalla casa britannica Jaguar durante gli anni sessanta per competere alla 24 Ore di Le Mans. La vettura non corse mai a causa di un cambio di regolamento.

## Storia

### Le origini e la mancata storia agonistica

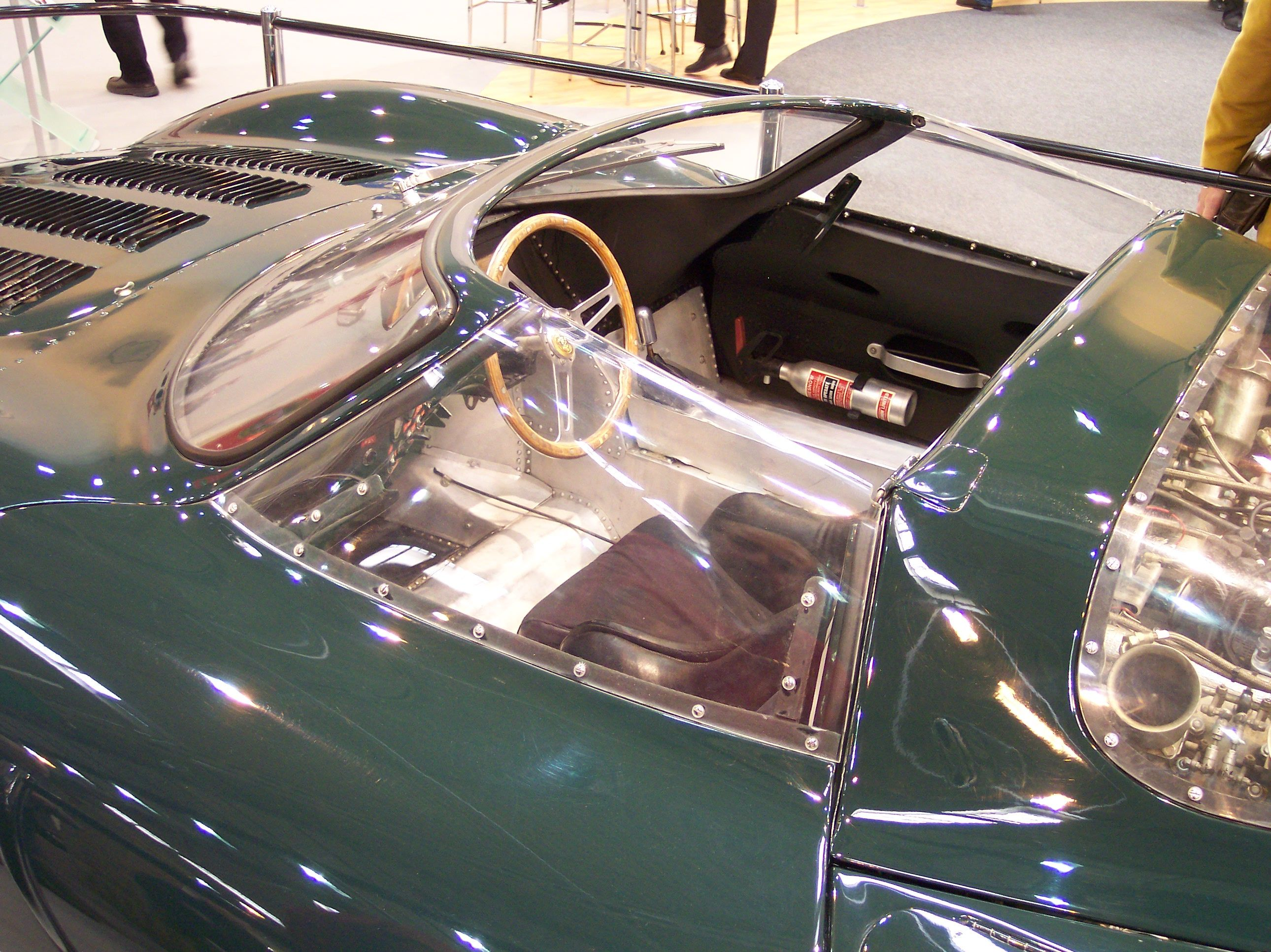
Vista dell'abitacolo.

Dal 1951 al 1957, la Jaguar, prima con la C-Type e poi con la D-Type, dominò la 24 Ore di Le Mans vincendo 5 edizioni su 7. Ma nel 1958, un cambio di regolamento, che limitava la cilindrata massima a 3000 cm³, costrinse queste vetture al ritiro dalle competizioni. Nei primi anni sessanta, un nuovo cambio di regolamento spinse alcuni uomini della Jaguar alla realizzazione di un prototipo per riportare la casa nelle competizioni. Questa vettura, che avrebbe dovuto montare un inedito (per la Jaguar) motore V12, fu progettata e costruita in gran segreto, in quanto l'allora presidente e fondatore dell'azienda sir Williams Lyons aveva espresso parere contrario alla sua realizzazione. Anche per questa ragione la costruzione, iniziata nel 1966, procedette molto lentamente, e la vettura non fu pronta per la 24 Ore di Le Mans del 1967, l'ultima alla quale avrebbe potuto partecipare, in quanto nel 1968 ci fu un ulteriore cambio di regolamento, che limitava nuovamente la cilindrata a 3000 cm³ per quanto riguarda le vetture prototipo.

### Gli incidenti e il restauro
Dopo la fine di ogni possibilità di impiego sportivo, la XJ13 venne accantonata fino al 1971, quando uscì la versione della E-Type con motore V12 derivato proprio da quello montato sul prototipo. La XJ13 venne quindi rispolverata e usata in filmati pubblicitari per il lancio della nuova vettura. Poco prima del termine delle riprese sul circuito del MIRA (Motor Industry Research Association) però una delle ormai vecchie ruote in lega cedette di colpo e la vettura uscì di pista, con conseguenze piuttosto gravi per la robusta Jaguar, cui solo l'abilità del collaudatore Norman Dewis evitò danni ancora maggiori. Due anni dopo l'incidente, nel 1973, l'auto venne ricostruita. Il motore, rimasto danneggiato nell'impatto, venne sostituito con l'unico degli altri sei con le specifiche da competizione. L'auto venne impiegata in varie manifestazioni pubblicitarie, e durante una di queste il motore rimase nuovamente danneggiato a causa di un fuorigiri prolungato. Si decise così di rimontare il motore dell'incidente, nel frattempo riparato. Poiché la riparazione aveva comportato la saldatura di un pistone, per sicurezza si decise di impiegare la vettura in modo limitato. Nel 2004, a Copenaghen, mentre veniva scaricata da un camion, la vettura urtò violentemente contro il marciapiede. I danni furono estesi, soprattutto al basamento del motore. La Jaguar iniziò quindi un profondo restauro, con la ricostruzione e la sostituzione della maggior parte delle componenti. La carrozzeria venne riparata e riverniciata con l'originale British Racing Green e la frizione venne sostituita con una nuova. Il motore venne riparato e riutilizzato a piena potenza dopo aver verificato ai raggi x la perfetta integrità del pistone saldato.

## Caratteristiche Tecniche
La XJ13 venne equipaggiata con un motore V12 da 4994 cm³, con angolo tra le bancate di 60°.
Questo motore, progettato da Claude Bailey, Wally Hassan, Harry Mundy e deliberato da William "Bill" Heynes fu il primo 12 cilindri e il primo motore interamente nuovo realizzato dalla Jaguar dal 6 cilindri serie XK del 1948. La distribuzione era a doppio albero a camme in testa, ma le valvole per cilindro erano solo due. Ogni albero a camme era azionato da quattro ingranaggi, il primo collegato all'albero motore tramite una catena. L'alesaggio era di 87 mm e la corsa di 70 mm. L'alimentazione, all'inizio a carburatori, passò presto all'iniezione indiretta Lucas portando la potenza a 502 CV a 7600 giri/min. Il motore, abbinato a un cambio ZF a 5 rapporti, era solidale al differenziale formando così uno schema di tipo Transaxle.
Complessivamente furono costruiti 7 motori, di cui 2 con specifiche da gara.
Dopo l'abbandono del progetto, il motore venne modificato per l'utilizzo stradale portando l'alesaggio a 90 mm e lasciando un solo albero a camme per bancata. Questo motore venne montato sulla E-Type e sulla XJ, in sostituzione del 6 cilindri ormai non più capace di tenere il passo a livello di prestazioni con la concorrenza.
Il telaio era una monoscocca in alluminio progettata da Derrik White e costruita dagli specialisti di Abbey Panels. Venne scelta la disposizione longitudinale centrale/posteriore per il nuovo motore V12. Le sospensioni erano a ruote indipendenti davanti e dietro.
La carrozzeria, disegnata da Malcolm Sayer, era realizzata in fogli di alluminio. L'intera vettura venne montata nel Reparto Esperienze Jaguar da un team diretto da Phil Weaver.